# خزنده‌سر
خزنده‌سر (نام علمی: Erpetocephalus) نام یک سرده از راسته بریده‌مهرگان است.